# Stefan Skrzyszowski

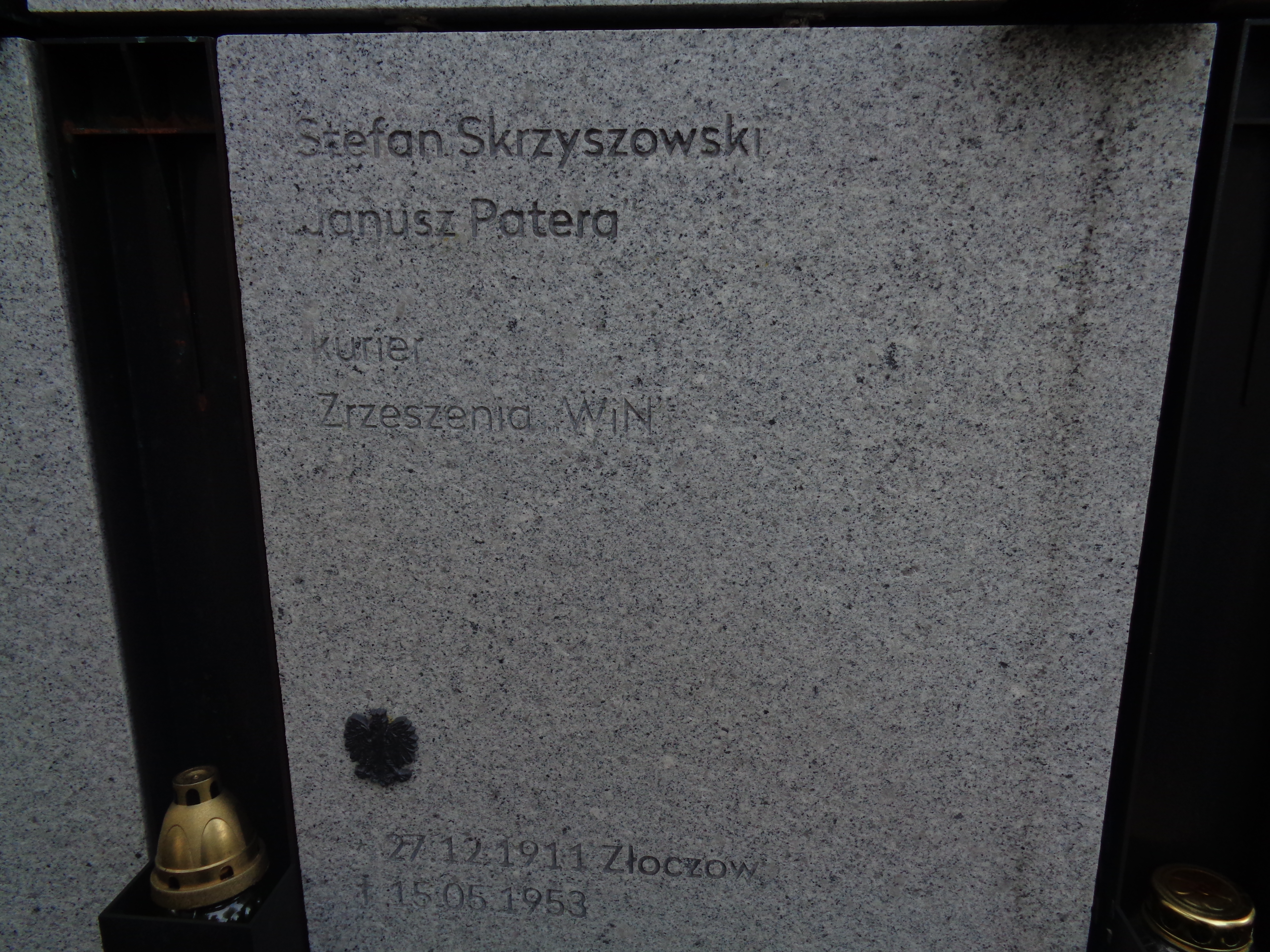
Grób Stefana Skrzyszowskiego na Cmentarzu Wojskowym na Powązkach

Stefan Skrzyszowski ps. Janusz Patera, Bolek (ur. 27 grudnia 1911 w Złoczowie, zm. 15 maja 1953 w Warszawie) – członek WiN, absolwent kursu radiotelegrafistów Delegatury Zagranicznej Zrzeszenia „Wolność i Niezawisłość”, zrzucony na spadochronie do Polski w 1952 roku, skazany na śmierć przez władze stalinowskie Polski Ludowej.

## Życiorys
W latach 1931–1933 służył w Wojsku Polskim w oddziałach telegraficznych, później pracował jako wiertacz, kierowca i mechanik. Prawdopodobnie w końcowym okresie wojny był żołnierzem Armii Krajowej. W 1944 roku został wcielony do Ludowego Wojska Polskiego, skąd w lutym 1945 roku zdezerterował w związku z grożącym mu – jako byłemu żołnierzowi AK – aresztowaniem. Pod nazwiskiem Janusz Patera mieszkał na Pomorzu. Od początku 1949 roku pracował jako mechanik w kapitanacie portu w Elblągu. W maju 1951 roku, za pośrednictwem brata Mariana, nawiązał z nim kontakt agent Ministerstwa Bezpieczeństwa Publicznego Henryk Wendrowski „Józef”, który podawał się za członka WiN. Skrzyszowski został wciągnięty do operacji „Cezary”, czyli pozorowanej przez MBP działalności w kraju Zrzeszenia „Wolność i Niezawisłość” (tzw. „V Komenda WiN”)  .
Stefan Skrzyszowski zgodził się na przerzucenie do Niemiec, gdzie miał odbyć przeszkolenie radiotelegraficzne w Delegaturze Zagranicznej WiN. W listopadzie 1951 roku szlakiem przez Nysę Łużycką i Berlin został przerzucony do Delegatury Zagranicznej WiN. Tam został skierowany na zorganizowany w Monachium we współpracy z polskimi władzami wojskowymi na uchodźstwie i przy pomocy amerykańskich instruktorów kurs radiotelegrafistów z elementami szkolenia dywersyjnego. Kierownikiem tego kursu był mjr Stanisław Kolasiński. Skrzyszowski ukończył go w sierpniu 1952 roku jako jeden z wyróżniających się kursantów . W nocy z 4 na 5 listopada 1952 roku został zrzucony na spadochronie na Pomorzu (razem z Dionizym Sosnowskim) na terenie Nadleśnictwa Warcino. Przywieziony sprzęt, wyposażenie i pieniądze przejęła „V Komenda WiN”  .
Został aresztowany 6 grudnia 1952 roku w ramach likwidacji operacji „Cezary”. Po pokazowym procesie 18 lutego 1953 roku WSR w Warszawie pod przewodnictwem ppłk. Mieczysława Widaja skazał go na śmierć. Jego obrońca Edmund Biejak przemawiał tak: Dodatnie znaczenie tego procesu już sam Pan Prokurator podkreślił w swoim przemówieniu, a mianowicie, że proces ma bardzo duże znaczenie, bo niech robotnik, rzemieślnik, inteligent pracujący, inżynier wie, że wróg jeszcze kąsa, że ta przydeptana żmija jeszcze groźnie kąsa. Można powiedzieć, że zasługą oskarżonego Skrzyszowskiego jest to, że proces powstał i istnieje i ma dodatnie znaczenie . Wyrok wykonano w więzieniu mokotowskim w Warszawie 15 maja 1953 roku .
Przez wiele lat miejsce jego pochówku było nieznane. Przed rozpoczęciem prac ekshumacyjnych w kwaterze „Ł” Cmentarza Wojskowego na Powązkach w Warszawie jego nazwisko było uwidocznione na znajdującym się tam pomniku, co było wyrazem podejrzeń, że został tam pochowany. Szczątki Stefana Skrzyszowskiego zostały odnalezione przez zespół IPN pod kierownictwem prof. Krzysztofa Szwagrzyka 23 maja 2013 roku w kwaterze „Ł”. 9 czerwca 2016 roku, podczas uroczystości w Pałacu Prezydenckim, Instytut Pamięci Narodowej ogłosił, że ustalono tożsamość Stefana Skrzyszowskiego. Notę potwierdzającą identyfikację odebrał Janusz Salmonowicz, jego syn. W liście z tej okazji prezydent RP napisał: jest wielkim narodowym obowiązkiem, aby należycie zadbać o pamięć i cześć dla naszych rodaków i przodków, którzy oddali życie za niepodległą Rzeczpospolitą.
Stefan Skrzyszowski był żonaty z Wandą Salmonowiczówną (1916–1997). Ich syn Janusz Stanisław Salmonowicz urodził się 12 sierpnia 1953 roku, już po śmierci ojca, nosił nazwisko matki.